# Tân Hoà
Tân Hoà is een xã in het district Phú Mỹ, een van de districten in de Vietnamese provincie Bà Rịa-Vũng Tàu.